# Волянська Богдана Олегівна
Богдана Олегівна Воля́нська (нар. 6 січня 1948, Райне) — американський хормейстер, композитор, педагог і музично-громадська діячка українського походження. Дочка Олега-Мирослава, сестра Лілеї, онука Павла Волянських.

## Біографія
Народилася 6 січня 1948 у місті Райне (Німеччина). Протягом 1968–1976 років навчалась в університетах Нью-Йорка, де здобула музичну освіту. З 1972 по 1978 рік викладала гру га гітарі і музично-теоретичні дисципліни, керувала молодіжним хором, танцювальним ансамблем і естрадним оркестром української школи святого Юрія в Нью-Йорку.  Одночасно з 1973 року була засновницею, художнім керівником і диригентом першого в Америці українського камерного хору «Промінь».
З 1988 року — головний адміністратор Нью-Йоркського відділення Українського музичного інституту Америки.

## Творчість
1988 року була хормейстером постановки опери «Ярослав Мудрий» Ігоря Соневицького, здійсненої у Вашингтоні збірною
українською оперною трупою з нагоди 1000-ліття хрещення Русі.
Авторка творів для бандури, гітари, обробок українських народних пісень, пісень Січових стрільців, аранжувань камерно-вокалних творів (зокрема українських сучасних композиторів) для камерного хору та інше.